# Liste der Monuments historiques in Le Porge
Die Liste der Monuments historiques in Le Porge führt die Monuments historiques in der französischen Gemeinde Le Porge auf.

## Liste der Objekte
| Bezeichnung                                        | Beschreibung                     | Standort                       | Kennzeichnung | Schutzstatus | Datum | Bild |
| -------------------------------------------------- | -------------------------------- | ------------------------------ | ------------- | ------------ | ----- | ---- |
| Skulptur Christus am Kreuz                         | Holz, bemalt, 17. Jahrhundert    | in der Kirche St-Seurin (Lage) | PM33001375    | Inscrit      | 1980  |      |
| Skulptur des heiligen Eutropius                    | Holz, vergoldet, 17. Jahrhundert | in der Kirche St-Seurin (Lage) | PM33001374    | Inscrit      | 1980  |      |
| Ölgemälde: Heiliger Eutropius oder heiliger Seurin | 18. Jahrhundert                  | in der Kirche St-Seurin (Lage) | PM33001376    | Inscrit      | 1980  |      |
| Skulptur Madonna mit Kind                          | Holz, vergoldet, 18. Jahrhundert | in der Kirche St-Seurin (Lage) | PM33001373    | Inscrit      | 1980  |      |